# 笹倉久
笹倉 久（ささくら ひさし）は、(財)都市緑化基金 専務理事、建設省海の中道海浜公園工事事務所長、建設省関東地方建設局国営昭和記念公園工事事務所長、地域振興整備公団参事、(財)都市緑化技術開発機構理事/都市緑化研究所研究第一部長、愛知県建設部公園監を歴任した。
2017年第39回日本公園緑地協会北村賞。